# ويلي نيلسون
ويلي هيو نيلسون (بالإنجليزية: Willie Nelson)‏ (ولد 29 أبريل 1933) هو موسيقي أمريكي، وهو مغني وكاتب اغاني ومؤلف وشاعر وممثل وناشط. نال نيلسون النجاح في البداية كمؤلف أغاني، وكنه نال الشهرة في السبعينات بعد إصداره عددا من الألبومات الناجحة، فأصبح نيلسون أحد أشهر الفنانين في عالم موسيقى الريف. وكان أحد الشخصيات الرئيسية في حركة آوتلو كانتري (أو كانتري الخارجين عن القانون)، وهو أحد تيارات موسيقى الكانتري والذي نشأ في أواخر الستينات كرد على القيود المحافظة في موسيقى ناشفيل. مثل نيلسون في أكثر من 30 فيلما، وشارك في تأليف العديد من الكتب، وشارك في الأنشطة الداعية لاستخدام الوقود الحيوي وتشريع الماريجوانا.

## بدايات مسيرته
ولد نيلسون خلال فترة الكساد الكبير وتولى جداه تربيته، وكتب أول أغنية له في سن السابعة، وانضم إلى فرقته الأولى في سن العاشرة. تخرج من المدرسة الثانوية في عام 1950، وانضم إلى سلاح الجو ولكن تم تسريحه لاحقا بسبب مشاكل في ظهره. دخل نيلسون بعد عودته إلى جامعة بايلور لمدة عامين ولكنه تركها بعد سنتين. وكان يعمل خلال هذا الوقت كمشغل أغاني في محطات الإذاعة في تكساس ومغني في حانات الهونكي تونك. انتقل نيلسون إلى فانكوفر، واشنطن، حيث كتب أغنية «إنجيل العائلة» Family Bible وسجل أغنية «الحطاب» Lumberjack في عام 1956. وفي عام 1958، انتقل إلى هيوستن، تكساس ووقع عقدا مع شركة دي ريكوردز.
خلال هذا الوقت، كتب عدة أغاني من شأنها أن تصبح من علامات موسيقى الكانتري، مثل «فاني هاو تايم سليبس أواي» Funny How Time Slips Away، «هالو وولز» Hello Walls، «بريتي بيبر» Pretty Paper، «كريزي». انتقل إلى ناشفيل في عام 1960، ووقع عقدا للنشر مع شركة بامبر ميوزيك التي سمحت له أن ينضم إلى فرقة راي برايس كعازف غيتار جهير. وسجل أول ألبوم له في عام 1962 بعنوان...And Then I Wrote. ونتيجة لهذا النجاح، وقع نيلسون عقدا مع شركة آر سي أيه فيكتور عام 1964 وانضم إلى غراند أول أوبري في العام التالي. أصدر نيلسون بعض الأغاني التي حققت نجاحا متوسطا في أواخر الستينات وبداية السبعينات، قبل أن يتقاعد في عام 1972 وانتقل إلى أوستن، تكساس. إلا أن الوسط الموسيقي في أوستن دفعه للعودة من الاعتزال.

## النجاح
قام نيلسون بتوقيع عقدا مع شركة تسجيلات أتلانتيك، فاتجه إلى حركة الخارجين عن القانون. ثم انتقل إلى شركة كولومبيا عام 1975، حيث سجل أشهر ألبوماته وهو “ريد هيدد سترانجر” أو «الغريب الأصهب» وهو اللقب الذي لازمه. وفي نفس العام، قام بتسجيل ألبوم Wanted! The Outlaws، مع وايلون جينينغز وجيسي كولتر وتومبال غليزر. وسجل ألبومات ناجحة خلال الثمانينات مثل Honeysuckle Rose وسجل أغاني عرف بها مثل «على الطريق مجددا» On the Road Again، «إلى جميع الفتيات اللاتي أحببتهن من قبل» To All the Girls I've Loved Before، «بانشو وليفتي» Pancho and Lefty، وانضم إلى فريق هايواي مين، إلى جانب زملائه المطربين جوني كاش، وايلون جيننغز وكريس كريستوفيرسن.

## السنوات اللاحقة
في عام 1990، تم ضبط أصول نيلسون من قبل مصلحة الضرائب، والتي أعلنت ان مستحقاته للولايات المتحدة 32,000,000 دولار. وتفاقمت أزمة ديونه بعد قيامه بعدد من الاستثمارات الفاشلة خلال الثمانينات. وفي عام 1991، أصدر نيلسون ألبومه المزدوج The IRS Tapes: Who'll Buy My Memories?، وتمكن من تسوية ديونه من خلال أرباح الألبوم التي وجهها إلى مصلحة الضرائب وكذلك المزاد على أصوله. واصل نيلسون جولاته الموسعة، وإصدار الألبومات كل عام. وتراوحت التقييمات بين الإيجابية والمختلطة. وغنى بأصناف موسيقية أخرى مثل الريغي والبلوز والجاز والموسيقى الشعبية. ظهر نيلسون في فيلمه الأول عام 1979 وهو الفارس الكهربائي The Electric Horseman، وظهر عدة مرات في الأفلام والتلفزيون. نيلسون هو ناشط ليبرالي كبير وهو الرئيس المشارك للمجلس الاستشاري للمنظمة الوطنية لإصلاح قوانين الماريجوانا. على الناحية البيئية، يمتلك نيلسون علامة تجارية لوقود الديزل الحيوي وهي ويلي نيلسون بيوديزل، وهو مصنوع من الزيوت النباتية. نيلسون هو أيضا الرئيس الفخري للمجلس الاستشاري لمشروع موسيقى تكساس، وهو المشروع الموسيقي الخيري الرسمي لولاية تكساس.

## وصلات خارجية
- ويلي نيلسون على موقع IMDb (الإنجليزية)
- ويلي نيلسون على موقع الموسوعة البريطانية (الإنجليزية)
- ويلي نيلسون على موقع ألو سيني (الفرنسية)
- ويلي نيلسون على موقع ميوزك برينز (الإنجليزية)
- ويلي نيلسون على موقع رولينغ ستون (الإنجليزية)
- ويلي نيلسون على موقع أول موفي (الإنجليزية)
- ويلي نيلسون على موقع قاعدة بيانات الأفلام السويدية (السويدية)
- ويلي نيلسون على موقع إن إن دي بي (الإنجليزية)
- ويلي نيلسون على موقع أول ميوزيك (الإنجليزية)
- ويلي نيلسون على موقع ديسكوغز (الإنجليزية)

قالب:وصلا ت فنية